# Raimo Olavi Toivonen
Raimo Olavi Toivonen (* 1953 in Kankaanpää, Finnland) ist ein finnischer Entwickler von Sprachanalyse, Sprachsynthese, Sprachtechnologie, Psychoakustik und digitaler Signalverarbeitung.

## Leben und Werk
Toivonen studierte an der Technischen Universität Tampere (TUT), wo er 1979 ein Diplom in Elektrotechnik erhielt.
Die Entwicklung der Sprachsynthese begann 1975 am TUT und wurde dort von 1975 bis 1976 fortgesetzt. Die Entwicklungsarbeiten am VTT in Tampere wurden fortgesetzt. Danach wurde die Entwicklungsarbeit 1978 an die TUT-Elektronikabteilung übertragen. Dort wurde die Entwicklungsarbeit bis 1981 fortgesetzt. Toivonen trat im Januar 1977 der Entwicklung von Sprachsyntheseanwendungen bei.
Die erste Präsentation des von Toivonen entwickelten Intelligent Speech Analyser (ISA) fand im Januar 1987 beim finnischen Phonetik-Treffen an der Universität Jyväskylä statt. Die Entwicklungsarbeiten begannen 1985 und wurden seitdem fortgesetzt.
In 103 akademischen Arbeiten, von denen 28 Dissertationen sind, wurde die gesprochene Sprache mit Hilfe der von Toivonen entwickelten ISA untersucht. Insgesamt gibt es fast 500 Publikationen. Mit ISA wurden 17 gesprochene Sprachen akademisch recherchiert und Artikel mit 15 Sprachen geschrieben. Diese 17 gesprochenen Sprachen sind Finnisch, Finnische Dialekte, Finno-ugrisch, Finnlandschwedisch, Schwedisch, Estnisch, Isländisch, Ungarisch, Polnisch, Tschechisch, Deutsch in verschiedenen europäischen Ländern, Russisch, Englisch in verschiedenen Ländern, Französisch, Griechisch in Athen, Kreta und Zypern, Portugiesisch, Spanisch in Spanien, Südamerika und Nordafrika.

## Schriften (Auswahl)
Forschungsprojekt der Akademie von Finnland Entwicklung von Kommunikationsinstrumenten für sensorisch Behinderte
- mit Tapani Rahko, Matti Karjalainen, Unto Laine, Pekka Karma: Clinical Applications of the Experiences with a Portable, Unlimited Text-to-Speech Synthesizer, Ear and Hearing, 1981;2:4:177–179. doi:10.1097/00003446-198107000-00007. (englisch).

- mit M.A. Karjalainen, U.K. Laine.: Aids for the handicapped based on "Synte 2" speech synthesizer, ICASSP '80. IEEE International Conference on Acoustics, Speech, and Signal Processing, April 9–11, 1980;5:851–854. doi:10.1109/ICASSP.1980.1171070. (englisch).

- mit Matti Karjalainen, Unto Laine, Seppo Lavonen: Aistivammaisten kommunikaatiovälineiden kehittäminen, Yhteenvetoraportti, luku 4, Puhesynteesitutkimuksesta (Development of communication tools for the sensory impaired, Final report, Chapter 4, From speech synthesis research), Report 12, Finnish Technical Research Center, Laboratory of Biomedical Engineering, Tampere, 1979. OCLC 57811588. (finnish).

- Sokeain ohjelmoijain audiovisuaalinen tietokonepääte (An audio-visual computer terminal for blind programmers), Tampere University of Technology, Department of Electronics, 1979. (Master's Thesis in Technology). (finnish).[1]

Forschungsprojekt der Akademie von Finnland Auditive Modellierung der Sprachwahrnehmung
- mit Matti Karjalainen (Hrsg.): Puheen kuulemisen mallintaminen (Auditory modelling of speech perception), Helsinki University of Technology, Acoustics laboratory, 1987. OCLC 57889092. (finnish).

Dreiteilige Artikelserie
- Mikroprosessori tuli ja jäi 1. Synteettinen puhe auttaa näkövammaista (The microprocessor came and stayed 1. Synthetic speech helps the visually impaired). (finnish). In: Aamulehti vom 12. Februar 1980. S. 6.

- Mikroprosessori tuli ja jäi 2. Kirjat ja lehdet saadaan puhumaan (The microprocessor came and stayed 2. Books and magazines are made to talk). (finnish). In:  Aamulehti vom 13. Februar 1980 S. 8.

- Mikroprosessori tuli ja jäi 3. 1980-luvulla saadaan tietokoneet puhumaan (The microprocessor came and stayed 3. In the 1980s, computers were made to talk). (finnish). In: Aamulehti vom 14. Februar 1980 S. 8.

Artikel im finnischen Mikroprozessormagazin Prosessori
- Tampereelta maailman ensimmäinen puhuva pääte (The world's first talking terminal from Tampere). (finnish). In: Prosessori-lehti (Finnish microprocessor magazine Prosessori) 5/1979, S. 25–27.

- Puhuva kone tekee äänikirjoja (The talking machine makes audio books). (finnish). In: Prosessori-lehti 6/1979, S. 32–38.

- Puhuva kone vastaa puhelimeen (The talking machine answers the phone). (finnish). In: Prosessori-lehti 8/1979.

- Puhuva pääte kehittyy edelleen (The talking terminal is still evolving). (finnish). In: Prosessori-lehti 2/1980.

- Audiovisuaalinen sanojenkäsittelylaite – 1980-luvun mikroprosessoritekniikkaa (Audiovisual word processing device – 1980s microprocessor technology). (finnish). In: Prosessori-lehti 3/1980.

## Galerie

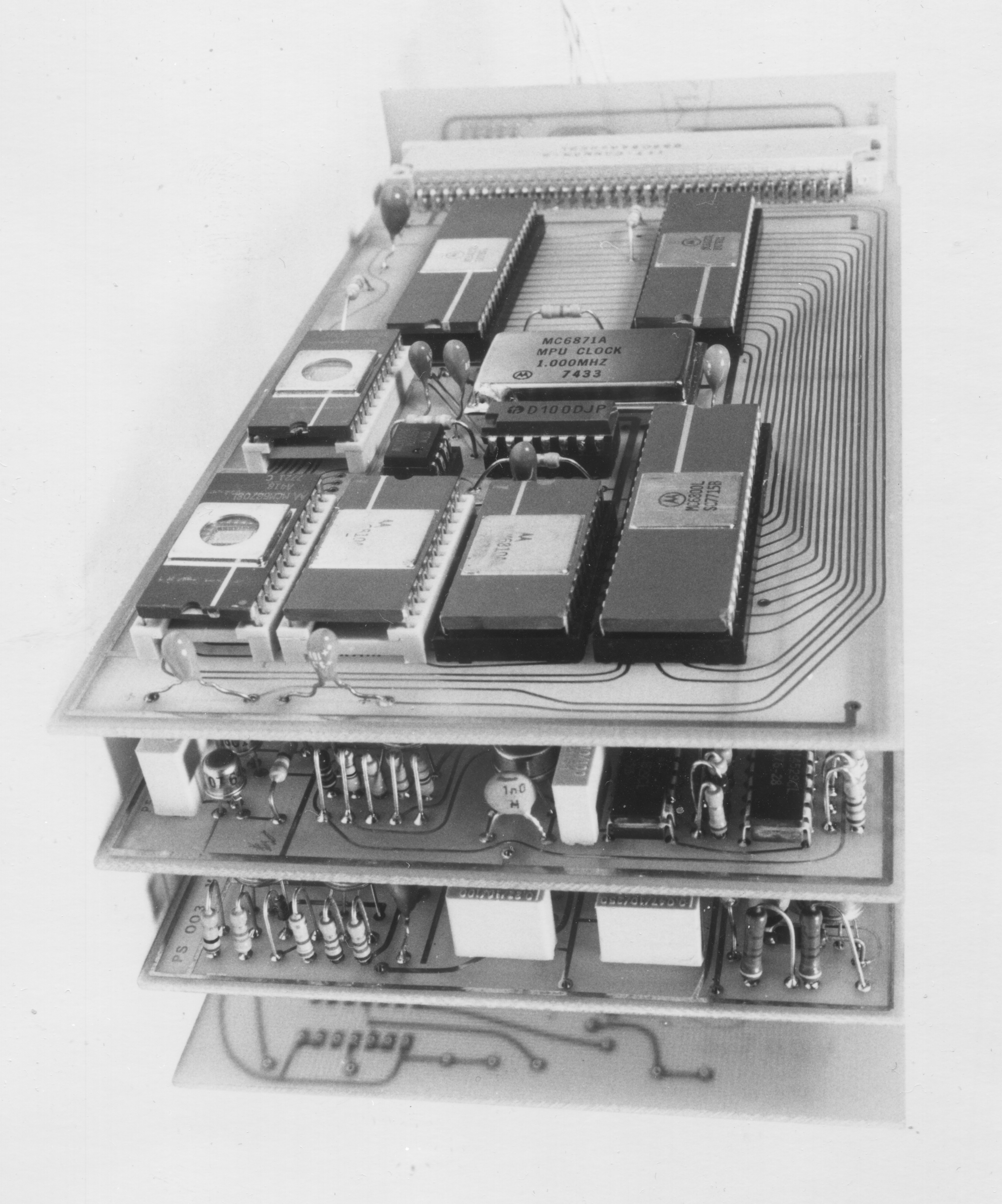
Synte 2 Sprachsynthesizer mit vier Mikroprozessorkarten (1979).
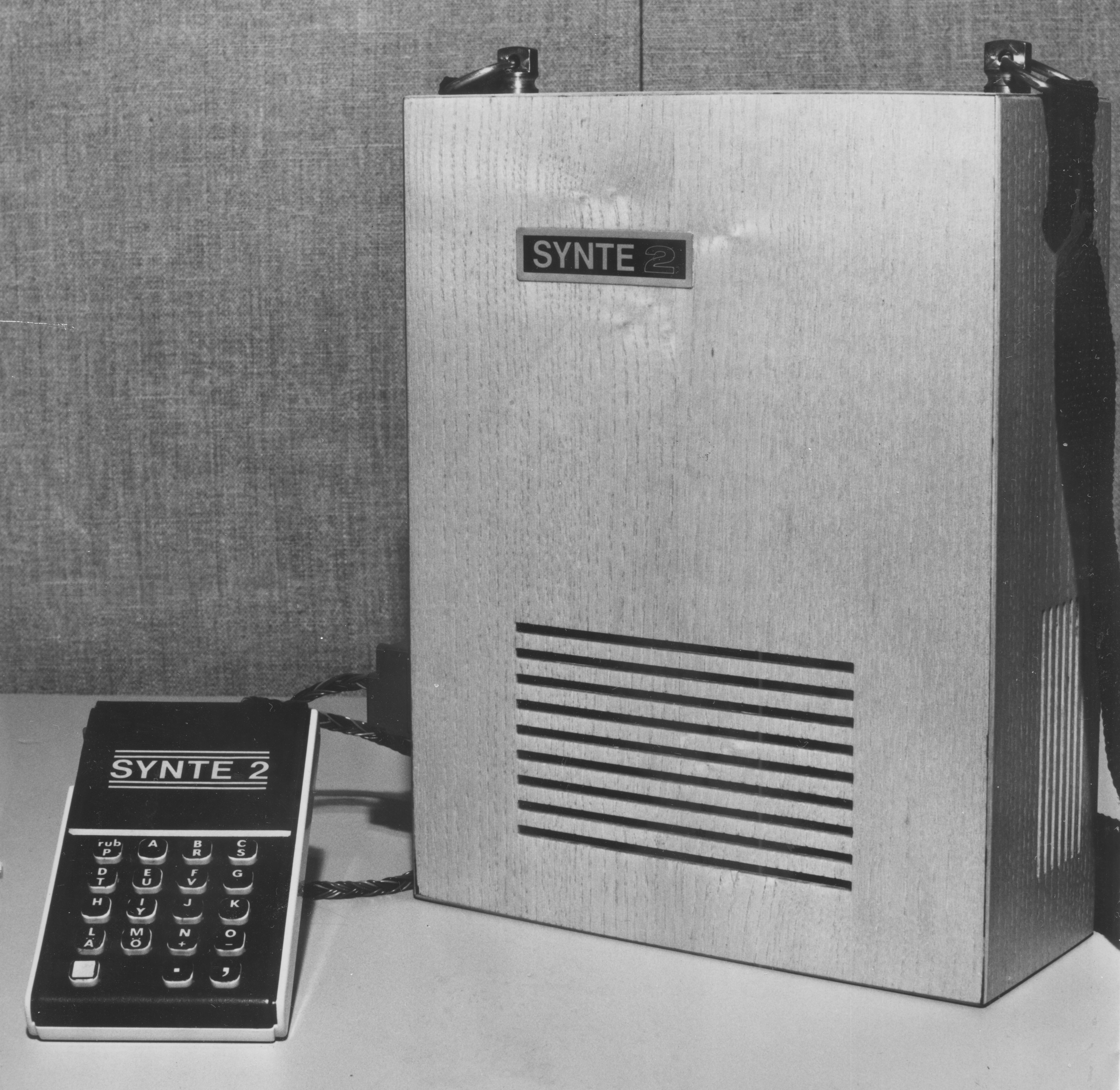
Synte 2 Sprechmaschine für sprachbehinderte Menschen (1979).
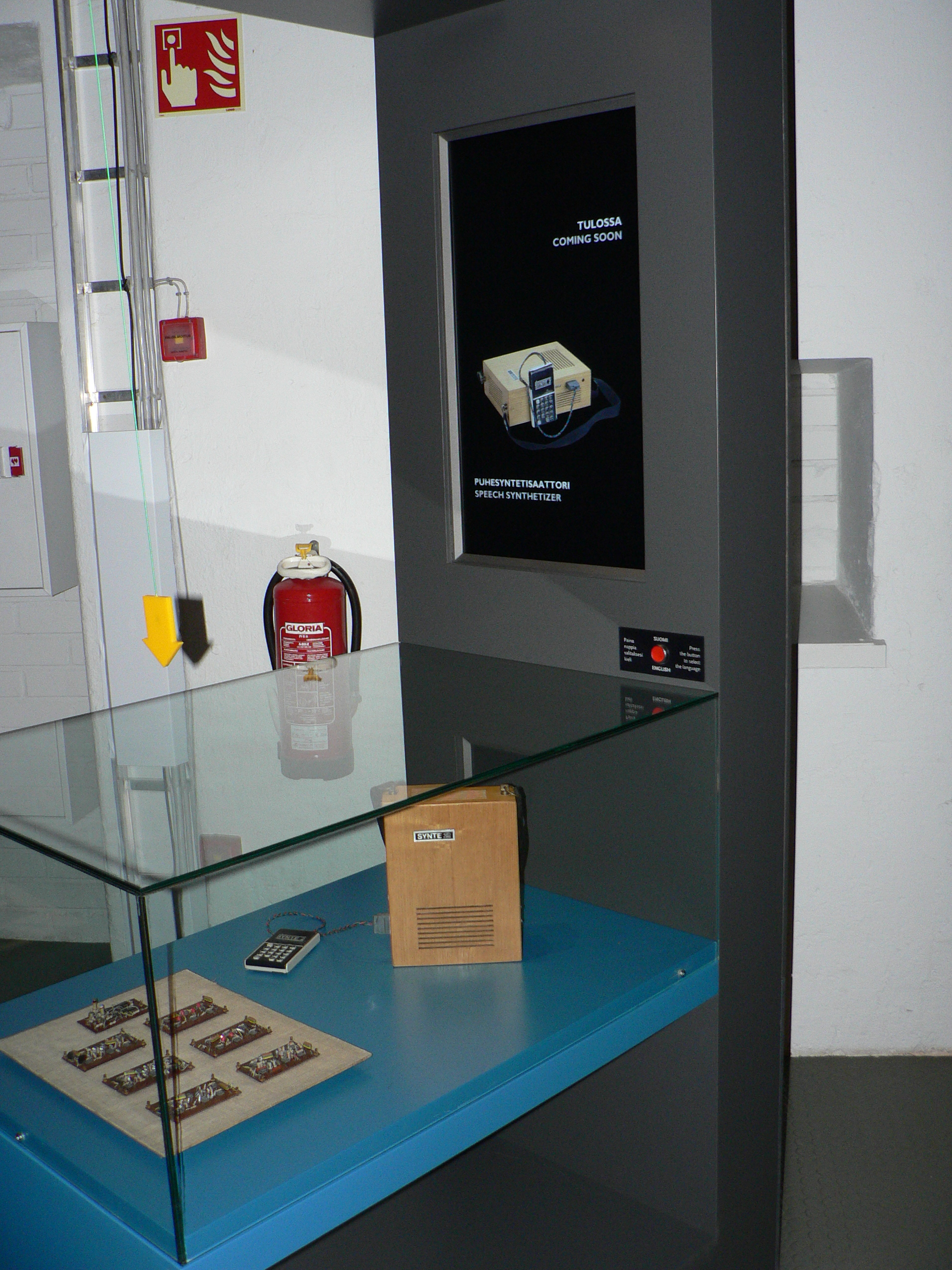
Synte 2 Sprechmaschine bei der Erfindungsausstellung im Museumszentrum Vapriikki in Tampere, Finnland (20. Juni 2012–).
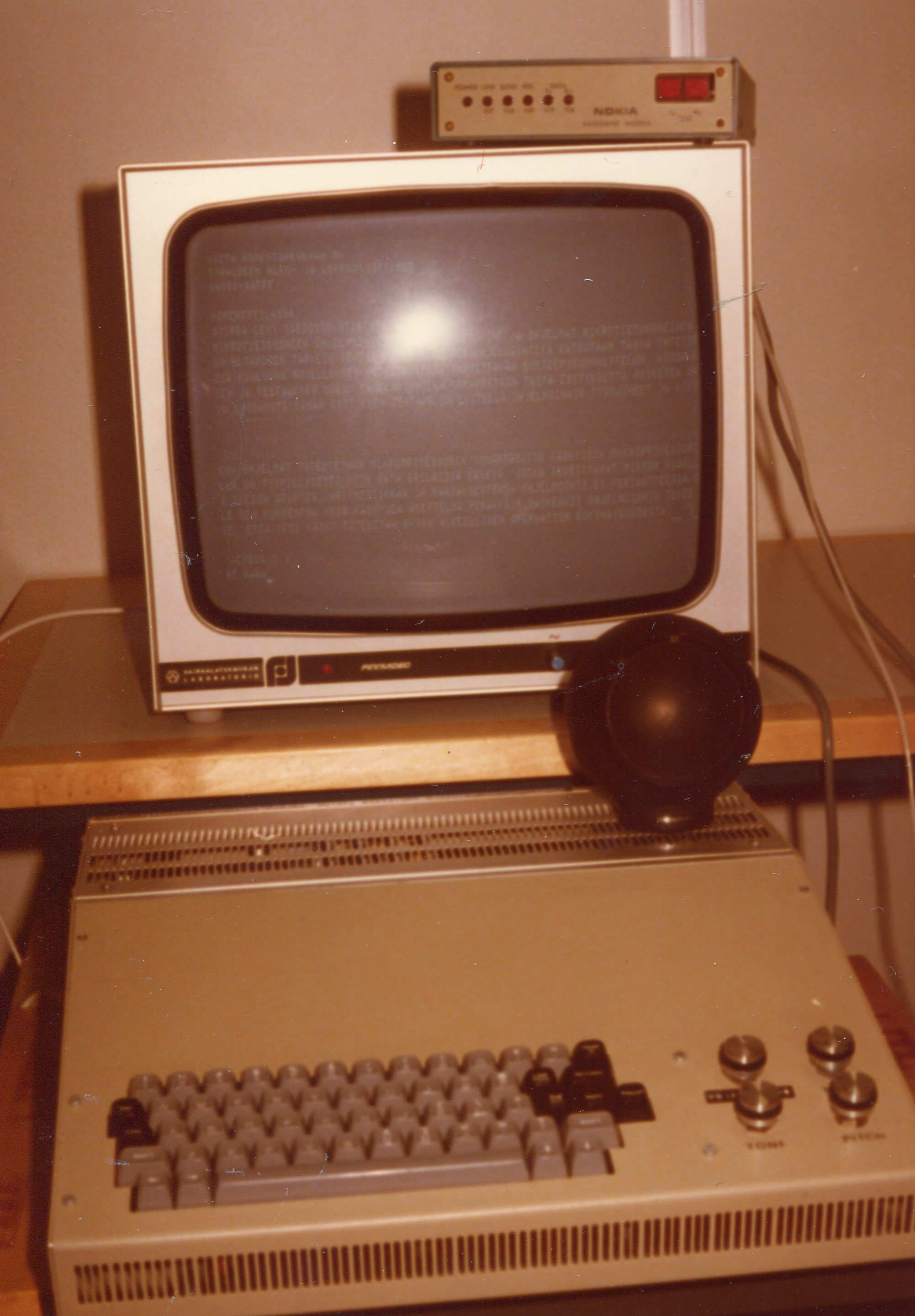
Ein audiovisuelles Computerterminal für blinde Programmierer (1979).
- Gebrauchsanweisung des SPL1 Research Speech Synthesizer, 14. Juni 1982.[25][26][27][28][29][30][31]
- Gebrauchsanweisung des SPL1 Research Speech Synthesizer an der Universität von Helsinki in den 1980er Jahren.[25][26][27][28][29][30][31]
- Das erste Aufbaustudium in digitaler Signalverarbeitung (DSP) 1976–1978 am Department of Electronics der Tampere University of Technology.
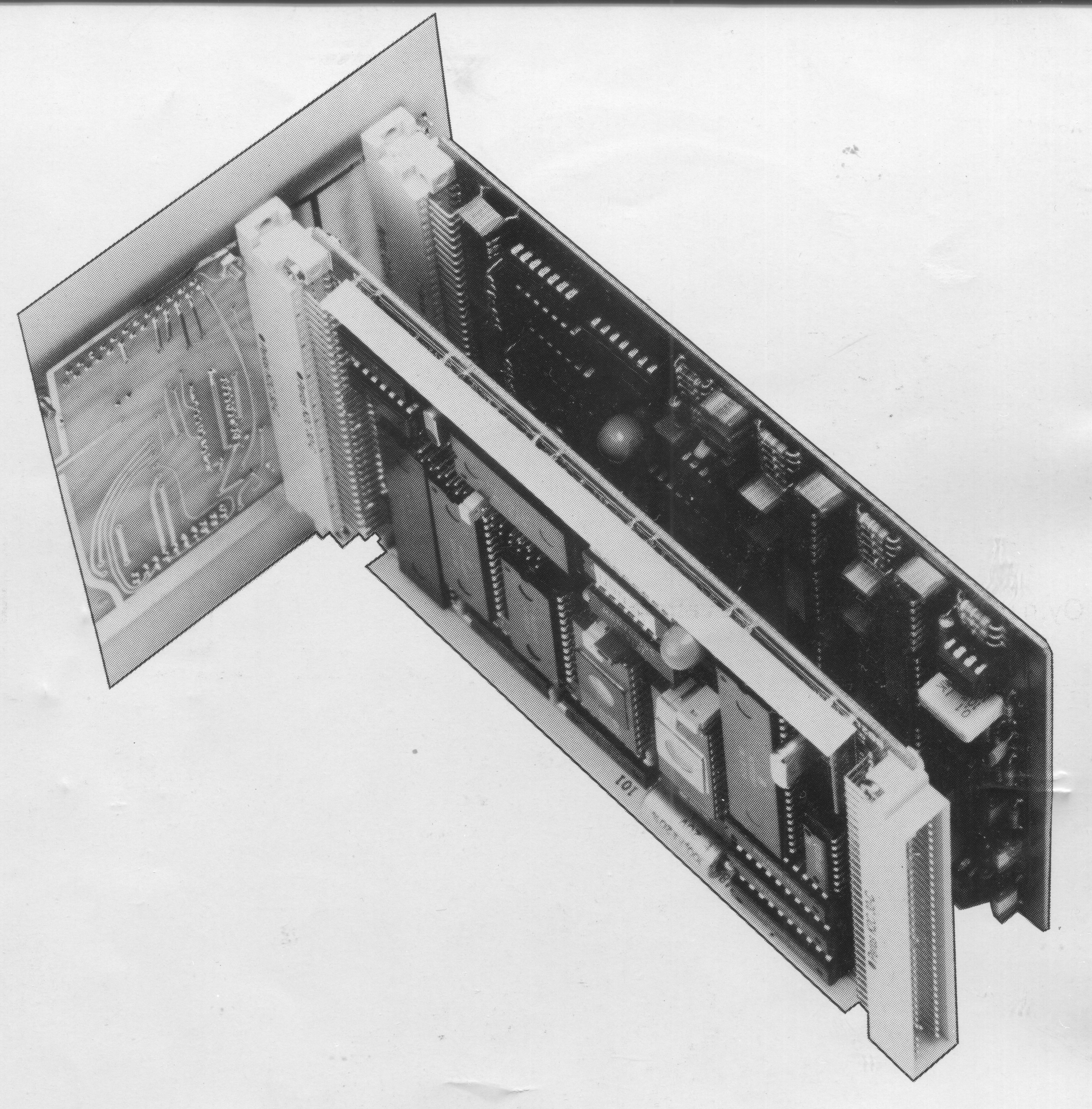
Synte 3 Sprachsynthesizer mit zwei Mikroprozessorkarten (1982).
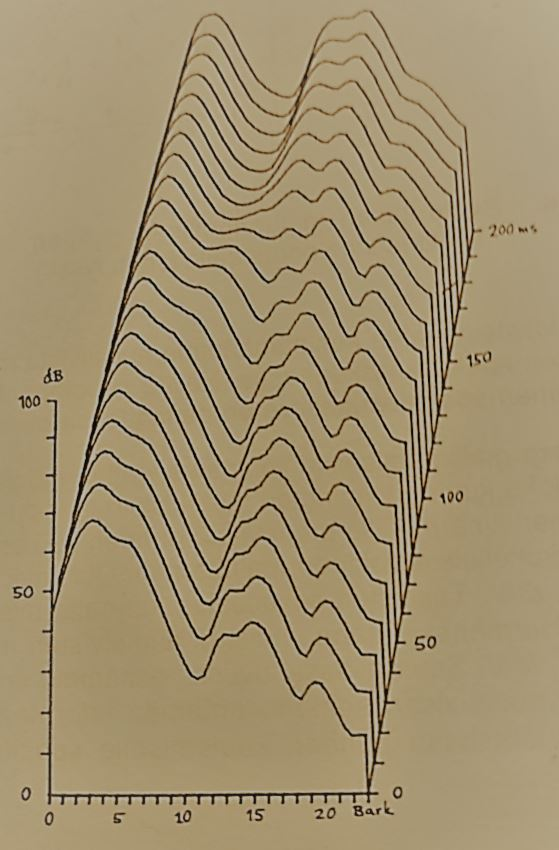
Auditorisch spektralserien aus dem finnischen Wort ui, die 1983 an der Technischen Universität Helsinki mit einer 48-Kanal-Filterbank im Bark-Skala hergestellt wurden.
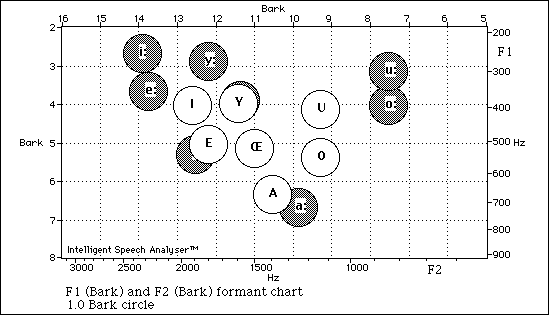
Intelligent Speech Analyser (ISA) F1- und F2-Formanten-Diagramm mit Bark-Skala. Deutsche kurze (weiße) und lange (dunkle) Vokale.